# Oreste Silvestri
Oreste Silvestri (Pollone, 5 settembre 1858 – Milano, 24 novembre 1936) è stato un pittore italiano, noto come uno dei migliori acquafortisti e restauratori italiani della sua epoca.

## Biografia
Nacque a Pollone, in provincia di Biella, da madre piemontese e padre lombardo. Espose alla Società Promotrice di Belle Arti e al Circolo degli Artisti di Torino alcune riproduzioni in acquaforte di Carlo Stratta, Giacomo Grosso e Lorenzo Delleani. Espose altre opere in diverse mostre: Alla fontana nel 1883, all'Esposizione delle Belle Arti di Roma presso il Palazzo delle Esposizioni; Una giornata di sole nel 1889 a Torino e Impressione d'estate all'Esposizione generale italiana del 1884.
Tra il 1893 e il 1895 partecipò alle ricerche eseguite dallo storico tedesco Paul Müller-Walde al Castello Sforzesco di Milano, in particolare all'interno della Cappella Ducale, della Sala Aperta e della Sala delle Asse.
Partecipò ad altri importanti restauri, tra cui quello dell'Ultima Cena di Leonardo da Vinci, avvenuto nel 1924.
Era figlio del pittore Carlo Silvestri (1821-1883), al quale dedicò l'opera Ritratto del pittore Carlo Silvestri sul letto di morte (1883), che donò alla Galleria d'Arte Moderna di Milano.